# Hideki Maeda
Pour les articles homonymes, voir Maeda.
Hideki Maeda (前田 秀樹, Maeda Hideki) est un footballeur puis entraîneur japonais né le 13 mai 1954 dans la préfecture de Kyoto au Japon. Il évolue au poste de milieu de terrain du milieu des années 1970 à la fin des années 1980. Formé à l' Université Hōsei, il fait la totalité de sa carrière au sein du Furukawa Electric, avec qui il remporte en 1986 le championnat ainsi que Coupe d'Asie des clubs champions.
Il compte 65 sélections pour onze buts inscrits en équipe nationale et dispute les Jeux asiatiques 1978.
Après avoir été commentateur pour SKY PerfecTV!, il devient entraîneur du Yokogawa Electric puis du Mito HollyHock.

## Biographie
Hideki Maeda est né à Kyoto le 13 mai 1954. Il commence le football à l'école élémentaire municipale de Taihata puis la poursuite au collège et lycée rattaché à l'université privée des sciences avancées de Kyoto (en). Avec l'Université Hōsei, il remporte la Ligue universitaire de Kanto et les championnats universitaires. Le 4 août 1975, il devient le premier étudiant à être sélectionné en équipe nationale, lors du tournoi Merdeka. Il dispute la totalité de la rencontre contre le Bangladesh et le match est remporté sur le score de trois buts à zéro. Lors du second match face à l'Indonésie, trois jours plus tard, il inscrit son premier but en équipe nationale et le Japon l'emporte quatre buts à un.
Il rejoint Furukawa Electric en 1977. L'année suivante, il dispute les Jeux asiatiques avec la sélection dont il devient le capitaine au début des années 1980. Avec son club, il remporte le titre de champion en 1986. Le club remporte la même année la Coupe de la Ligue et la Coupe d'Asie des clubs champions. Il est sélectionné dans le meilleur onze du championnat en 1980 et 1982. Son dernier but en club, face au Sumitomo Metal Industry le 26 février 1989, est également le premier de l'ère Heisei.
Il prend sa retraite en 1989. Il dispute un total de 209 matchs et inscrit 35 buts en championnat avec son club et 65 rencontres pour onze buts inscrits en sélection.
Il rejoint ensuite SKY PerfecTV! où il commente principalement les rencontres du Mito HollyHock. Il est au micro lors de la tragédie de Doha qui voit le Japon élimé à la dernière minute de la qualification pour la Coupe du monde 1994.
En 1994, il prend en charge les U18 de JEF United, le nouveau nom de Furukawa Electric, puis en 1997 dirige l'équipe U15. L'année suivante, il devient l’entraîneur de Yokogawa Electric qui termine huitième puis douzième du championnat. Directeur de la formation de Kawasaki Frontale de 2000 à 2001, il est maitre de conférence à l'Université Hosei.
Il redevient entraîneur en 2003 au Mito HollyHock qu'il dirige pendant cinq ans de 2003 à 2007. Il retourne à l'université l'année suivant pour diriger le secteur football de la université internationale de Tokyo (en).